# Bahnstrecke Immenstadt–Oberstdorf
| |                                                                                    |                                           |                                         |
| Streckennummer (DB): | 5402                                                                               |                                           |                                         |
| Kursbuchstrecke (DB): | 970 (Gesamtverkehr) 975 (Auszug) 406d(1946, 1944) 406a (1939) ex 51a ex 51b (1888) |                                           |                                         |
| Streckenlänge: | 20,702 km                                                                          |                                           |                                         |
| Spurweite: | 1435 mm (Normalspur)                                                               |                                           |                                         |
| Streckenklasse: | C4                                                                                 |                                           |                                         |
| Streckengeschwindigkeit: | 80 km/h                                                                            |                                           |                                         |
| |                                                                                    |                                           |                                         |
| \| \| \| von Lindau \| \| \| \| 00,000 00,000 \| Immenstadt \| 731 m \| \| \| \| nach Buchloe \| \| \| \| \| Blaichacher Straße (Kreisstraße OA 5) \| \| \| \| 04,171 00,000 \| Blaichach (Allgäu) (ehemals: Blaichach) \| Blaichach (Allgäu) (ehemals: Blaichach) \| \| \| 04,842 00,000 \| Gunzesrieder Ach (23 m) \| Gunzesrieder Ach (23 m) \| \| \| 05,714 00,000 \| Iller (61 m) \| Iller (61 m) \| \| \| 06,100 00,000 \| Beginn der Neutrassierung von 1949 \| Beginn der Neutrassierung von 1949 \| \| \| 07,990 00,000 \| Sonthofen (ab 2. Oktober 1949) \| Sonthofen (ab 2. Oktober 1949) \| \| \| 8,330,00 \| Sonthofen (bis 2. Oktober 1949) \| Sonthofen (bis 2. Oktober 1949) \| \| \| \| Immenstädter Straße \| \| \| \| \| Oberstdorfer Straße \| \| \| \| \| \| \| \| \| \| Leybach \| \| \| \| 11,029 03,96 \| Altstädten (Allgäu) (ehemals: Altstädten) \| 744 m \| \| \| 12,900 05,86 \| Thalhofen (bis 30. September 1961) \| Thalhofen (bis 30. September 1961) \| \| \| \| Hinanger Bach \| \| \| \| \| Taufachbach \| \| \| \| \| Iller-Radweg \| \| \| \| 13,501 00,00 \| Iller (44 m) \| Iller (44 m) \| \| \| \| Grundbach \| \| \| \| 14,640 00,00 \| Grundbach (26 m) \| Grundbach (26 m) \| \| \| 14,889 07,76 \| Fischen \| 758 m \| \| \| 17,068 10,09 \| Langenwang (Schwab) \| 771 m \| \| \| 18,389 00,00 \| Breitach (41 m) \| Breitach (41 m) \| \| \| \| Beginn der Neutrassierung von 1953 \| \| \| \| \| Stillach \| \| \| \| \| \| \| \| \| 20,702 13,38 \| Oberstdorf \| 806 m \| |                                                                                    |                                           |                                         |
| Strecke |                                                                                    | von Lindau                                | von Lindau                              |
| Bahnhof | 00,000 00,000                                                                      | Immenstadt                                | 731 m                                   |
| Abzweig geradeaus und nach links |                                                                                    | nach Buchloe                              | nach Buchloe                            |
| Brücke |                                                                                    | Blaichacher Straße (Kreisstraße OA 5)     | Blaichacher Straße (Kreisstraße OA 5)   |
| Bahnhof | 04,171 00,000                                                                      | Blaichach (Allgäu) (ehemals: Blaichach)   | Blaichach (Allgäu) (ehemals: Blaichach) |
| Brücke über Wasserlauf | 04,842 00,000                                                                      | Gunzesrieder Ach (23 m)                   | Gunzesrieder Ach (23 m)                 |
| Brücke über Wasserlauf | 05,714 00,000                                                                      | Iller (61 m)                              | Iller (61 m)                            |
| Verschwenkung von links · Verschwenkung von rechts (Strecke außer Betrieb) | 06,100 00,000                                                                      | Beginn der Neutrassierung von 1949        | Beginn der Neutrassierung von 1949      |
| Bahnhof · Strecke (außer Betrieb) | 07,990 00,000                                                                      | Sonthofen (ab 2. Oktober 1949)            | Sonthofen (ab 2. Oktober 1949)          |
| Strecke · Spitzkehrbahnhof links (Strecke außer Betrieb) | 8,330,00                                                                           | Sonthofen (bis 2. Oktober 1949)           | Sonthofen (bis 2. Oktober 1949)         |
| Brücke · Strecke (außer Betrieb) |                                                                                    | Immenstädter Straße                       | Immenstädter Straße                     |
| Brücke · Strecke (außer Betrieb) |                                                                                    | Oberstdorfer Straße                       | Oberstdorfer Straße                     |
| Verschwenkung nach links · Verschwenkung nach rechts (Strecke außer Betrieb) |                                                                                    |                                           |                                         |
| Brücke über Wasserlauf |                                                                                    | Leybach                                   | Leybach                                 |
| Bahnhof | 11,029 03,96                                                                       | Altstädten (Allgäu) (ehemals: Altstädten) | 744 m                                   |
| ehemaliger Haltepunkt / Haltestelle | 12,900 05,86                                                                       | Thalhofen (bis 30. September 1961)        | Thalhofen (bis 30. September 1961)      |
| Brücke über Wasserlauf |                                                                                    | Hinanger Bach                             | Hinanger Bach                           |
| Brücke über Wasserlauf |                                                                                    | Taufachbach                               | Taufachbach                             |
| Brücke |                                                                                    | Iller-Radweg                              | Iller-Radweg                            |
| Brücke über Wasserlauf | 13,501 00,00                                                                       | Iller (44 m)                              | Iller (44 m)                            |
| Brücke über Wasserlauf |                                                                                    | Grundbach                                 | Grundbach                               |
| Brücke über Wasserlauf | 14,640 00,00                                                                       | Grundbach (26 m)                          | Grundbach (26 m)                        |
| Bahnhof | 14,889 07,76                                                                       | Fischen                                   | 758 m                                   |
| Bahnhof | 17,068 10,09                                                                       | Langenwang (Schwab)                       | 771 m                                   |
| Brücke über Wasserlauf | 18,389 00,00                                                                       | Breitach (41 m)                           | Breitach (41 m)                         |
| Verschwenkung von links (Strecke außer Betrieb) · Verschwenkung von rechts |                                                                                    | Beginn der Neutrassierung von 1953        | Beginn der Neutrassierung von 1953      |
| Brücke über Wasserlauf (Strecke außer Betrieb) · Brücke über Wasserlauf |                                                                                    | Stillach                                  | Stillach                                |
| Verschwenkung nach links (Strecke außer Betrieb) · Verschwenkung nach rechts |                                                                                    |                                           |                                         |
| Kopfbahnhof Streckenende | 20,702 13,38                                                                       | Oberstdorf                                | 806 m                                   |

Die Bahnstrecke Immenstadt–Oberstdorf ist eine eingleisige, nicht elektrifizierte Nebenbahn in Bayern. Sie zweigt in Immenstadt im Allgäu von der Bahnstrecke Buchloe–Lindau ab und führt über Sonthofen nach Oberstdorf. Dabei liegt sie vollständig im Landkreis Oberallgäu und folgt fast auf ganzer Länge dem Lauf der Iller, lediglich die letzten zwei Kilometer liegen parallel zur Trettach. Die Strecke wird von der Deutschen Bahn betrieben, auf ihr verlaufen die Kursbuchstrecken 970 und 975. Letztere wurde in früheren Jahren auch als Illertalbahn bezeichnet.
Angesichts der touristischen Bedeutung des Allgäus wies die Strecke schon früh Schienenpersonenfernverkehr auf, um Urlaubern aus zahlreichen Großstädten Deutschlands Direktverbindungen zu ihrem Ferienziel bieten zu können. Sie ist auch für das österreichische Kleinwalsertal bedeutsam, das auf dem Schienen- und Straßenweg nur über deutsches Staatsgebiet erreicht werden kann.

## Geschichte

### Vorgeschichte
Bis in die Mitte des 19. Jahrhunderts war Oberstdorf nur über schlechte Straßen erreichbar, die nur von Händlern und Handwerkern zu Fuß oder mit Fuhrwerken benutzt wurden. Eine Verbesserung der Verhältnisse ergab sich erst 1853 mit der Verlängerung der bereits von Kempten (Allgäu) nach Sonthofen bestehenden Postkutschen-Verbindung bis Oberstdorf. Diese sogenannte Karriolpost, eine einspännige Kutsche, fuhr an geraden Tagen in südlicher Richtung rechts der Iller über Sonthofen, Altstädten, Schöllang, Reichenbach sowie Rubi und auf der linken Illerseite über Langenwang, Fischen und Blaichach zurück. An ungeraden Tagen verkehrte sie hingegen auf der Hinfahrt links und auf der Rückfahrt rechts des Flusses.

### Eröffnung der Vizinalbahn nach Sonthofen
Nachdem Immenstadt, ebenfalls 1853, durch die Hauptbahn von Buchloe nach Lindau Eisenbahnanschluss erhielt, bemühte sich die damalige Marktgemeinde Sonthofen um die Anlage einer Stichbahn. Die 8,33 Kilometer lange Vizinalbahn entstand mit finanzieller Beteiligung Sonthofens und wurde am 16. November 1873 eröffnet. Als einzige der 15 Vizinalbahnen Bayerns wurde für die Strecke Immenstadt–Sonthofen später nicht, wie sonst üblich, der Gesamtbetrag, sondern nur die Hälfte der Kosten für Erd- und Dammbauarbeiten zurückvergütet. Im Anschluss an die Eisenbahnzüge der Königlich Bayerischen Staatseisenbahnen verkehrten Stellwagen und Postkutschen von Sonthofen nach Oberstdorf. In Immenstadt wurde die neue Strecke aus östlicher Richtung in den Bahnhof eingeführt, so dass die aus Richtung Kempten (Allgäu) Hauptbahnhof kommenden Züge mit Ziel Oberstdorf dort bis heute ihre Fahrtrichtung ändern müssen. Anfangs erfolgte der Betrieb mit Tenderlokomotiven der Baureihe D II.

### Verlängerung nach Oberstdorf

Feierliche Eröffnung im Bahnhof Oberstdorf am 2. August 1888

Erster Fahrplan nach Verlängerung bis Oberstdorf, damals noch ohne die Stationen Altstädten (Allgäu), Thalhofen und Langenwang (Schwab), der Bahnhof Blaichach zudem noch ohne den Zusatz „(Allgäu)“

Nur wenige Jahre nach Eröffnung der Strecke bis Sonthofen wurde der Wunsch nach einer Weiterführung bis Oberstdorf laut. Am 27. Juni 1886 fand in Fischen im Allgäu eine Zusammenkunft der an einem Eisenbahnbau interessierten Bevölkerungskreise statt. Es wurde ein Komitee gegründet. Die „Lokalbahn-Bau und Betriebsunternehmung“ der Ingenieure Theodor Lechner und Viktor Krüzner in München nahm diese Anregung auf und bat am 12. Juli 1886 das „Hohe königliche Staatsministerium des königlichen Hauses und des Äußern“, das damals für den Bahnbau zuständig war, um Erteilung einer Projektierungskonzession. Dieser Bitte schlossen sich die Stadtverwaltung Immenstadt, die Marktgemeindeverwaltung Oberstdorf, die Gemeindeverwaltung Fischen und die Gemeindeverwaltung Altstädten an. Die Konzession für die Projektierung der Strecke wurde am 27. September 1886 von Prinzregent Luitpold von Bayern genehmigt und der Firma Lechner & Krüzner am 19. Oktober 1886 erteilt. Die beiden Ingenieure arbeiteten nun das Projekt aus. Als ihnen am 9. Februar 1887 die Direktion der neu gegründeten Lokalbahn Aktien-Gesellschaft (LAG) in München übertragen wurde, lösten sie ihre „Lokalbahn-Bau und Betriebsunternehmung“ auf. Die bereits fertigen Entwürfe für eine normalspurige Lokalbahn von Sonthofen nach Oberstdorf brachten sie in die neue LAG ein. Diese Privatbahn stellte am 19. Februar 1887 an das Staatsministerium den Antrag auf Erteilung einer Konzession für den Bau und Betrieb der Verlängerung nach Oberstdorf, die am 22. Mai 1887 erteilt wurde.
Im Juli 1887 wurden die benötigten Grundstücke gekauft, am 1. September 1887 begannen die Bauarbeiten. Nach einer Terminverschiebung konnte die LAG schließlich am 29. Juli 1888 die 13,38 Kilometer lange Fortsetzung bis Oberstdorf in Betrieb nehmen, zunächst noch ohne die Zwischenstationen Altstädten (Allgäu), Thalhofen und Langenwang (Schwab). Die feierliche Eröffnung erfolgte am 2. August 1888. In Sonthofen bestand fortan ein gemeinsamer Kopfbahnhof mit der Staatsbahn, bedingt durch das Umsetzen der Lokomotive hatten die durchgehenden Züge dort einen Aufenthalt von 20 Minuten. Die Betriebsleitung der LAG befand sich in Oberstdorf, die LAG übernahm damals zudem auch die Betriebsführung auf dem bestehenden Abschnitt Immenstadt–Sonthofen. Die Höchstgeschwindigkeit war anfangs auf 30 km/h festgesetzt, die Reisezeit von Immenstadt nach Oberstdorf betrug rund eineinviertel Stunden, von Sonthofen nach Oberstdorf rund 40 Minuten. Bereits im restlichen Jahr 1888 beförderte die neue Lokalbahn 52.509 Personen und 4.171 Tonnen Güter. Die Zahl der Gästeankünfte in Oberstdorf stieg durch die Eisenbahn von 2.668 im Jahr 1887 auf 4.270 im Jahr 1889, zehn Jahre später waren es dann bereits 7991, 1903 schon 10.774.
Ab dem Sommerfahrplan 1899 befuhr die LAG, wie die Königlich Bayerischen Staatseisenbahnen, in einem gegenseitigen Übereinkommen, die gesamte Strecke von Immenstadt bis Oberstdorf. Bereits im Jahr 1907 verkehrten Wintersportzüge von Kempten nach Oberstdorf, schon 1909 gab es Kurswagen von München und Bruchsal nach Oberstdorf. Mit dem Einsatz von Kurswagen zwischen Ulm und Oberstdorf stiegen die Besucherzahlen weiter an, der Durchbruch kam, als mit dem weiteren Ausbau des Eisenbahnnetzes 1910 zwischen Dortmund und Oberstdorf die ersten durchgehenden Schnellzüge mit Schlafwagen eingesetzt werden konnten. 1939 bestanden dann bereits Direktverbindungen von Berlin, Dresden, Dortmund und Wuppertal nach Oberstdorf.

1910: Die reparierte Stillachbrücke, links die Brücke der damaligen Distriktsstraße nach Oberstdorf

Intensive Regenfälle am 14., 15. und 16. Juni 1910, die mit einer verspäteten Schneeschmelze zusammenfielen, verursachten im gesamten Oberallgäu Überschwemmungen. Das Hochwasser riss viele Brücken mit, darunter die Eisenbahnbrücken über die Stillach, den Grundbach und die Iller bei Fischen. Der Bahndamm wurde stark beschädigt. Der damalige Betriebsleiter der LAG-Strecke Sonthofen–Oberstdorf, Heinrich Seifert, erbat beim königlichen Staatsministerium militärische Hilfe, die ihm auch gewährt wurde. Unter Leitung von Oberst Schuster, vom königlichen Eisenbahn-Pionier-Bataillon in München, konnten die notwendigsten Instandsetzungsarbeiten durchgeführt werden.
Im Jahr 1912 verkehrten im Sommer sonntags zehn, werktags neun Zugpaare sowie ein Güterzug, im Winter sonntags fünf, werktags vier Zugpaare und ebenfalls ein Güterzug. Es gab durchlaufende Wagen von Frankfurt (Main) und München nach Oberstdorf. Die Fahrzeit von Immenstadt nach Oberstdorf betrug 63, von Sonthofen nach Oberstdorf 33 Minuten. 1915 betrug der Fahrpreis von Sonthofen nach Oberstdorf in der zweiten 1,05 und in der dritten Wagenklasse 0,70 Reichsmark. Es verkehrten sonntags und werktags je vier Züge in jede Richtung.
Der Erste Weltkrieg sowie die anschließenden Inflationsjahre brachten Einbußen durch den Rückgang der Kurgäste in Oberstdorf. Auch die damals herrschende Kohlenknappheit behinderte den Bahnbetrieb. 1923 weilten dann aber schon wieder rund 32.000 Kurgäste in Oberstdorf. Großes Aufsehen erregte am 4. Februar 1930 die Ankunft von Königin Wilhelmina der Niederlande mit ihrem Gefolge, sie reiste im eigenen Salonwagen nach Oberstdorf.
1930 wurde die Breitachbrücke erneuert, 1932 verbilligte die LAG die Fahrpreise, so dass eine Fahrt von Oberstdorf nach Sonthofen statt 1,20 nur noch 1,10 Reichsmark kostete. Die bisherige Höchstgeschwindigkeit von 30 km/h auf der Strecke Sonthofen–Oberstdorf konnte auf 40 km/h erhöht werden. Im Jahre 1934 beförderte die Privatbahn auf der Strecke Sonthofen–Oberstdorf 506.070 Personen und 31.457 Tonnen Güter. Die kürzeste Fahrtdauer nach Oberstdorf betrug damals von Berlin dreizehneinhalb, von Hamburg siebzehn, von Dresden dreizehneinviertel, von Nürnberg fünfeinviertel, von Köln vierzehneinhalb, von Frankfurt (Main) zehneinhalb, von Stuttgart fünf, von Breslau siebzehneinhalb und von München drei Stunden.
1937 konnte erneut die Fahrgeschwindigkeit erhöht werden, diesmal von 40 km/h auf 50 km/h. Im selben Jahr beförderte die LAG auf ihrem Streckenabschnitt 780.293 Personen und 49.148 Tonnen Güter. In Oberstdorf waren im gleichen Jahr 79.869 Kurgäste gemeldet. Im Winterfahrplan 1937/38, verkehrten sonntags 15, werktags 14 Zugpaare, darunter vier Zugpaare mit Kurswagen Ulm–Oberstdorf sowie je ein Zugpaar mit Kurswagen München–Oberstdorf und Berlin–Oberstdorf. Ein weiteres Zugpaar Dortmund–Oberstdorf führte Schlafwagen. Die Fahrzeit von Immenstadt nach Oberstdorf betrug 50, von Sonthofen nach Oberstdorf 30 Minuten.

### Verstaatlichung der LAG und Neutrassierung in Sonthofen

Der 1949 aufgelassene alte Sonthofener Kopfbahnhof um die Jahrhundertwende

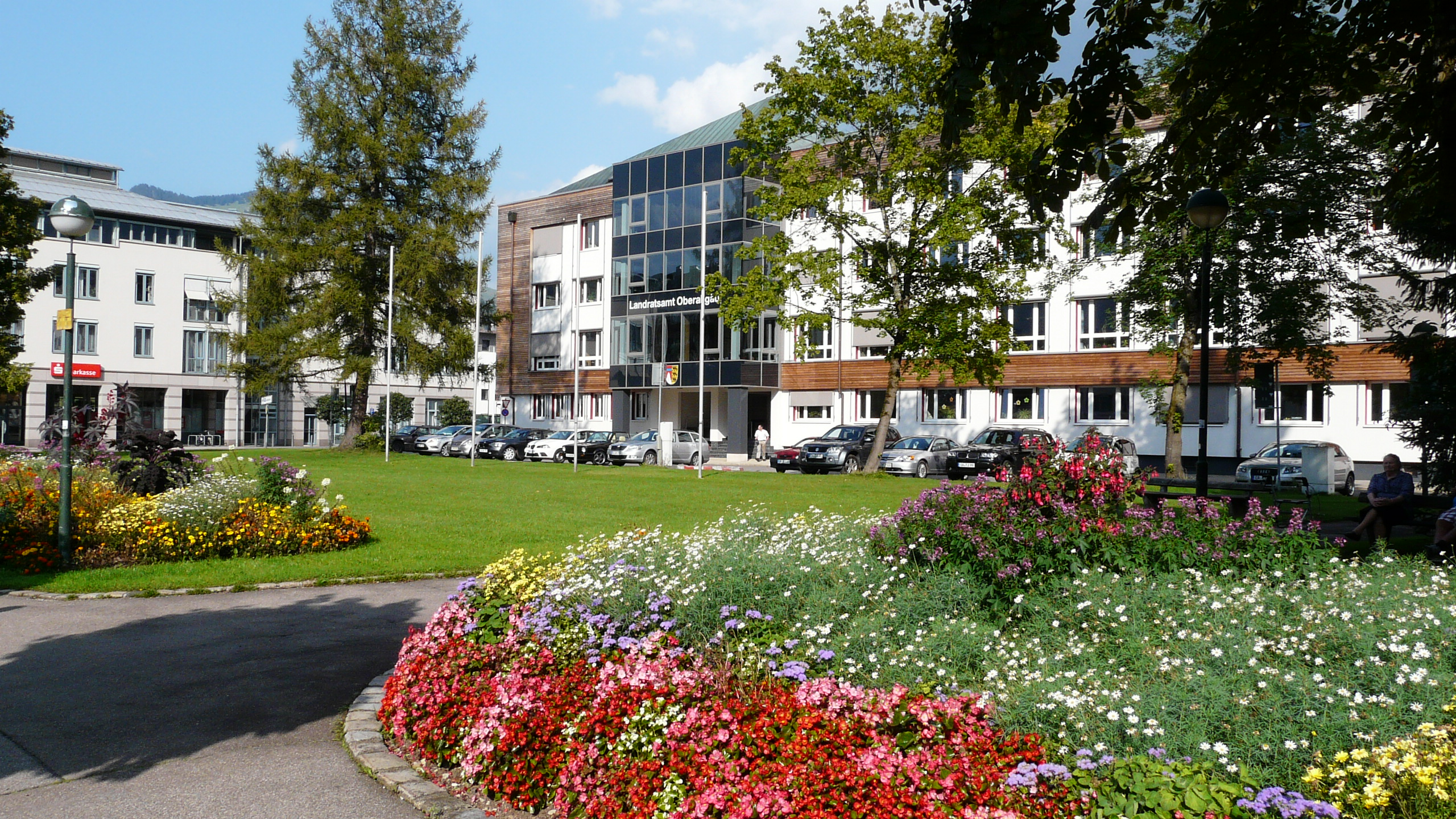
Ehemaliges Sonthofener Bahnhofsgelände, heute Oberallgäuer Platz (2012)

Mit der zum 1. August 1938 erfolgten Verstaatlichung der wirtschaftlich angeschlagenen LAG war die Deutsche Reichsbahn fortan für die Gesamtstrecke zuständig, sie gehörte jetzt zur Reichsbahndirektion Augsburg. Allerdings gehörte die Strecke Sonthofen–Oberstdorf zusammen mit Marktoberdorf–Füssen und Niederbiegen–Weingarten zu den drei rentablen Betriebsteilen der LAG, sie glichen bis zur Abwicklung des Unternehmens den Verlust der unrentablen Strecken aus.
Die Deutsche Bundesbahn ersetzte schließlich zum 2. Oktober 1949 den alten Sonthofener Bahnhof durch den bis heute bestehenden Durchgangsbahnhof am westlichen Stadtrand. Durch die gleichfalls neue, 3,1 Kilometer lange Verbindungskurve, an der bahnlinks auch das neue Empfangsgebäude mit der Anschrift Bahnhofplatz 7 lag, verkürzte sich die Strecke damals von 21,71 auf 20,704 Kilometer. Zudem war sie jetzt durchgehend kilometriert, während die LAG-Strecke ihren Nullpunkt noch in Sonthofen hatte. Mit den Bauarbeiten für den neuen Sonthofer Bahnhof wurde bereits am 15. November 1937 begonnen, kriegsbedingt konnten sie aber erst ab dem 30. August 1948 fortgesetzt werden. Der alte Bahnhof mussten weichen, da eine weitere Entwicklung des Marktes Sonthofen durch die Lage der Gleise nicht mehr möglich war. Zudem kam, dass der Kopfbahnhof damals an seine Kapazitätsgrenze stieß.
Das alte Sonthofener Empfangsgebäude – es befand sich an der Promenadestraße, gegenüber der Einmündung Schnitzerstraße – wurde 1962 im Zuge der Neugestaltung des Oberallgäuer Platzes abgerissen. Die Straßenbezeichnung Am Alten Bahnhof erinnert dort bis heute an die frühere Station. Zudem folgt die Freibadstraße dem alten Streckenverlauf Richtung Süden, dessen Schleifenform die Siedlungsentwicklung Sonthofens über Jahrzehnte prägte.

### Reisebürosonderzüge und Verdieselung
Ab 1951 waren die in jenem Jahr neu eingeführten Touropa-Reisebürosonderzüge für den Tourismus der Region von Bedeutung. Als Touropa-Anreisetag und damit Bettenwechseltag etablierte sich der Freitag. Zum 1. Juli 1953 verlegte die Deutsche Bundesbahn die Trasse zwischen der Brücke über die Breitach und dem Endbahnhof, die ursprünglich parallel zur Bundesstraße 19 verlief, etwas weiter nach Norden, entlang des Bannholzes. Dadurch verlängerte sich die Strecke um etwa 300 Meter. Die Gemeinde Oberstdorf erwarb damals die alte Trasse zwischen Rubinger Straße und dem Güterbahnhof und legte darauf die Alpgaustraße an. Diese sollte die Sonthofener Straße entlasten und den Verkehr vom Zentrum abziehen.
Der auf Fischener Gemarkung gelegene ehemalige Haltepunkt Thalhofen, benannt nach deren Teilorten Oberthalhofen und Unterthalhofen, wurde am 30. September 1961 letztmalig bedient. Dort hielten die meisten Züge ohnehin nur nach Bedarf. Ab 1961 kamen zudem immer mehr Diesellokomotiven der Baureihe V 100 auf die Strecke, welche die bis dahin vorherrschenden Dampflokomotiven zusehends ablösten. 1964 erreichten die ersten Wendezüge Oberstdorf, 1966 verkehrten durchschnittlich 36 Züge täglich, 1970 fuhr die letzte fahrplanmäßige Dampflokomotive nach Oberstdorf. Infolge der Auflösung der Bundesbahndirektion Augsburg gehörte die Strecke ab dem 1. Mai 1971 zur Bundesbahndirektion München, 1974 fuhren schon 42 Züge täglich, 1984 bereits 45.
Mit Beginn des Sommerfahrplans am 29. Mai 1983 übernahm vor allem die damals neu eingeführte Zuggattung Fern-Express (FD) die Fernverkehrsleistungen auf der Strecke. Damals verkehrten die Zugpaare FD 712/713 Allgäu sowie FD 782/783 Alpenland von Dortmund beziehungsweise Hamburg-Altona nach Oberstdorf und zurück. Durch Kurswagen waren zusätzlich auch Berlin, Kassel, Münster, Paderborn und Rheine direkt erreichbar. Zudem verkehrte in den 1980er Jahren der Reisebüro-Sonderzug Alpen-See-Express nach Oberstdorf, gebildet aus Dieseltriebzügen der Baureihe 601. Bis Ende der 1980er Jahre verkehrte in der Sommersaison ferner einmal wöchentlich ein DER-Tagesautoreisezug von Münster über Hagen-Kabel und Siegen-Weidenau nach Sonthofen und zurück, wozu sich dort eine Ver- und Entladerampe befand. 

### Einführung des Taktfahrplans und Integration in das Interregio-Netz
1993 wurde die Strecke in den Allgäu-Schwaben-Takt integriert sowie die Fern-Express-Züge durch Intercity-Züge abgelöst. Ab dem gleichen Jahr verkehrte mit der Interregio-Linie 25 (Berlin–Dresden–/Görlitz–Leipzig–)Hof–Regensburg–München(–Oberstdorf) zudem alle zwei Stunden ein Fernverkehrszug von und nach Oberstdorf. Der Interregio-Verkehr endete 2001, ersatzweise fuhr von 2003 bis 2007 zwischen München und Oberstdorf, ebenfalls im Zwei-Stunden-Takt, der Allgäu-Express. Dieser wiederum wurde vom alex abgelöst, der zusätzlich auch Lindau bediente und deshalb in Immenstadt geflügelt wurde. Letzterer verkehrte bis Dezember 2020, zuletzt allerdings aufgrund von Personalmangel nur noch mit von TRI Train Rental betriebenen n-Wagen-Ersatzzügen im Pendelverkehr zwischen Immenstadt und Oberstdorf.
Ab dem 18. Oktober 2023 musste die Strecke zwischen Sonthofen und Oberstdorf für knapp vier Wochen für Instandsetzungsarbeiten gesperrt und im Schienenersatzverkehr bedient werden, nachdem streng geschützte Biber zwischen Sonthofen und Altstädten auf gut 400 Metern Länge zahlreiche Hohlräume in den Bahndamm gruben. Der Fischbach fließt in diesem Bereich unmittelbar neben der Bahnstrecke.
Seit April 2024 laufen Planungen für ein neues elektronischen Stellwerks im Bahnhof Oberstdorf, das im Dezember 2027 in Betrieb genommen werden soll. Im Oktober 2024 wurde bekannt, dass am bestehenden Stellwerk des Bahnhofs Schäden bestehen. Die DB InfraGO erklärte zunächst, das diese Schäden nicht behoben werden könnten und bis zur Erneuerung der Stellwerkstechnik nur ein eingeschränkter Betrieb möglich sei. Zunächst könne nur das Gleis 5 des Bahnhofs genutzt werden. Die Fernverkehrszüge nach Oberstdorf sollten daher langfristig eingestellt werden. Im November 2024 gab die DB InfraGO bekannt, dass eine Reparatur doch möglich sei und ab März 2025 wieder ein umfangreicherer Betrieb vorgesehen ist. Seit März 2025 verkehren die Fernverkehrszüge wieder planmäßig.

## Heutiger Betrieb
Heute verkehren auf der Strecke täglich drei Regional-Express-Linien im Zweistundentakt. Diese verbinden Oberstdorf über Immenstadt und Kempten mit Ulm (RE 75), München (RE 76) und Augsburg (RE 17), wobei zwei Zugpaare bis Nürnberg durchgebunden werden. Ergänzt wird das Angebot durch einzelne Züge, die nur zwischen Kempten oder Immenstadt und Oberstdorf verkehren. Diese Verbindungen werden von DB Regio Bayern betrieben.
Die Linien RE 17 und RE 76 werden mit Neigetechnik-Triebwagen der Baureihe 612 gefahren, auf der Linie RE 75 kommen Pesa Link zum Einsatz.
Im Fernverkehr verkehren auf der Strecke die Intercity-Zugpaare Nebelhorn von Hamburg-Altona nach Oberstdorf und zurück sowie Allgäu von Dortmund nach Oberstdorf und zurück, die unterwegs in Sonthofen und Fischen halten.
Planmäßiger Güterverkehr findet nicht mehr statt, alle früheren Anschlussgleise wurden aufgelassen.

## Ausbaupläne
In Zusammenhang mit dem Ausbau und der Elektrifizierung der Bahnstrecke Kempten (Allgäu)–Neu-Ulm wird erwogen, auch den Abschnitt Kempten (Allgäu)–Immenstadt der Strecke Buchloe–Lindau sowie die Strecke Immenstadt–Oberstdorf zu elektrifizieren. Dies würde den durchgängigen Einsatz elektrisch angetriebener Züge zwischen Ulm und Oberstdorf ermöglichen. Daneben werden mögliche Ausbauten zur Verkürzung der Reisezeit sowie die Einrichtung zusätzlicher Haltepunkte untersucht. Das Gutachten zur Dekarbonisierung des Schienenpersonennahverkehrs in Schwaben und dem westlichen Oberbayern im Auftrag des Freistaat Bayern wurde im Februar 2025 vorgestellt. Demnach soll die Strecke Immenstadt–Oberstdorf elektrifiziert werden. In Immenstadt soll ein Unterwerk zur Bahnstromversorgung errichtet werden. Der Freistaat möchte die DB InfraGO noch im Jahr 2025 mit der Planung des Infrastrukturausbaus beauftragen.

## Galerie

Bahnhof Immenstadt, 1917
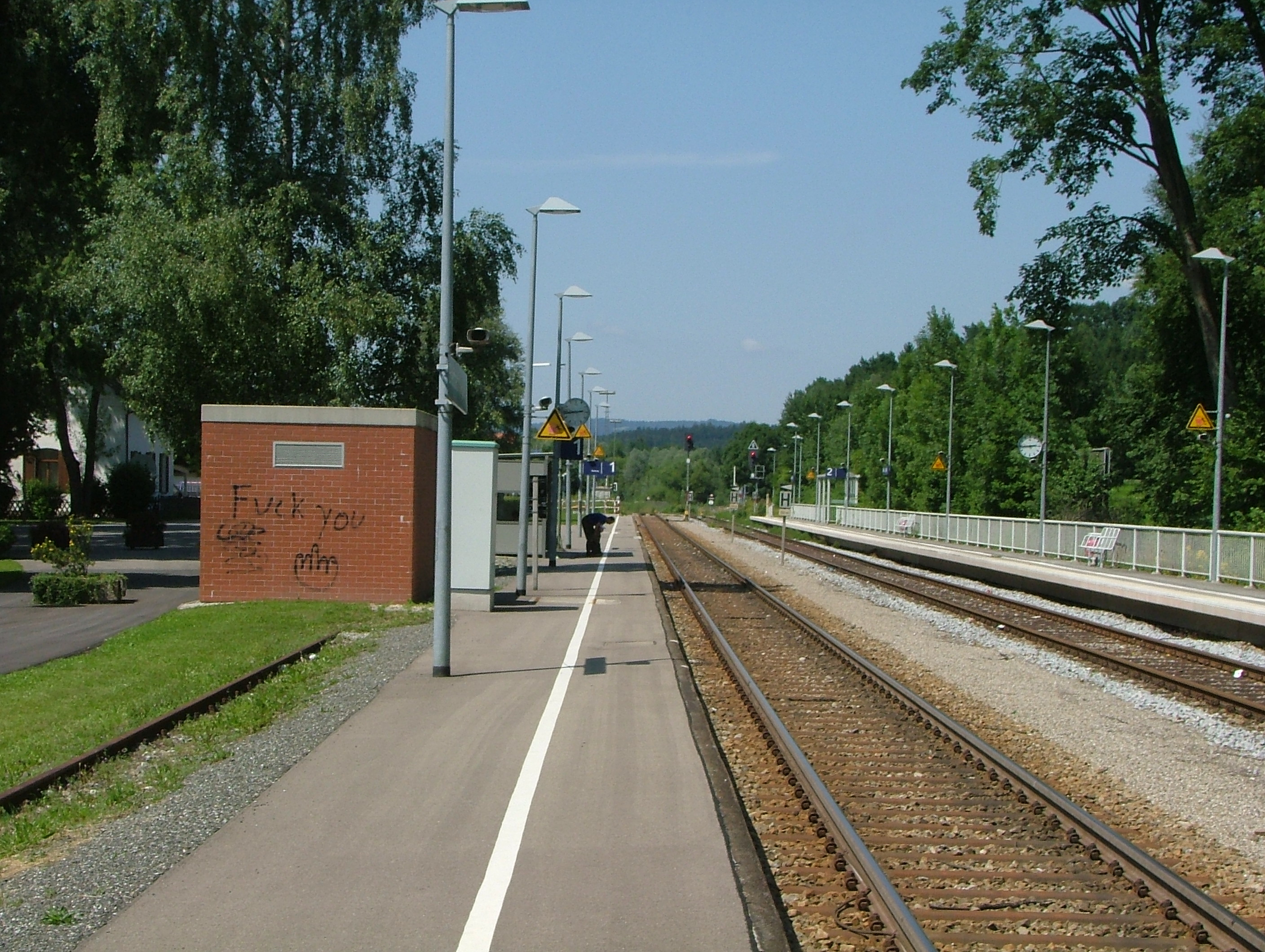
Bahnhof Blaichach (Allgäu), 2012
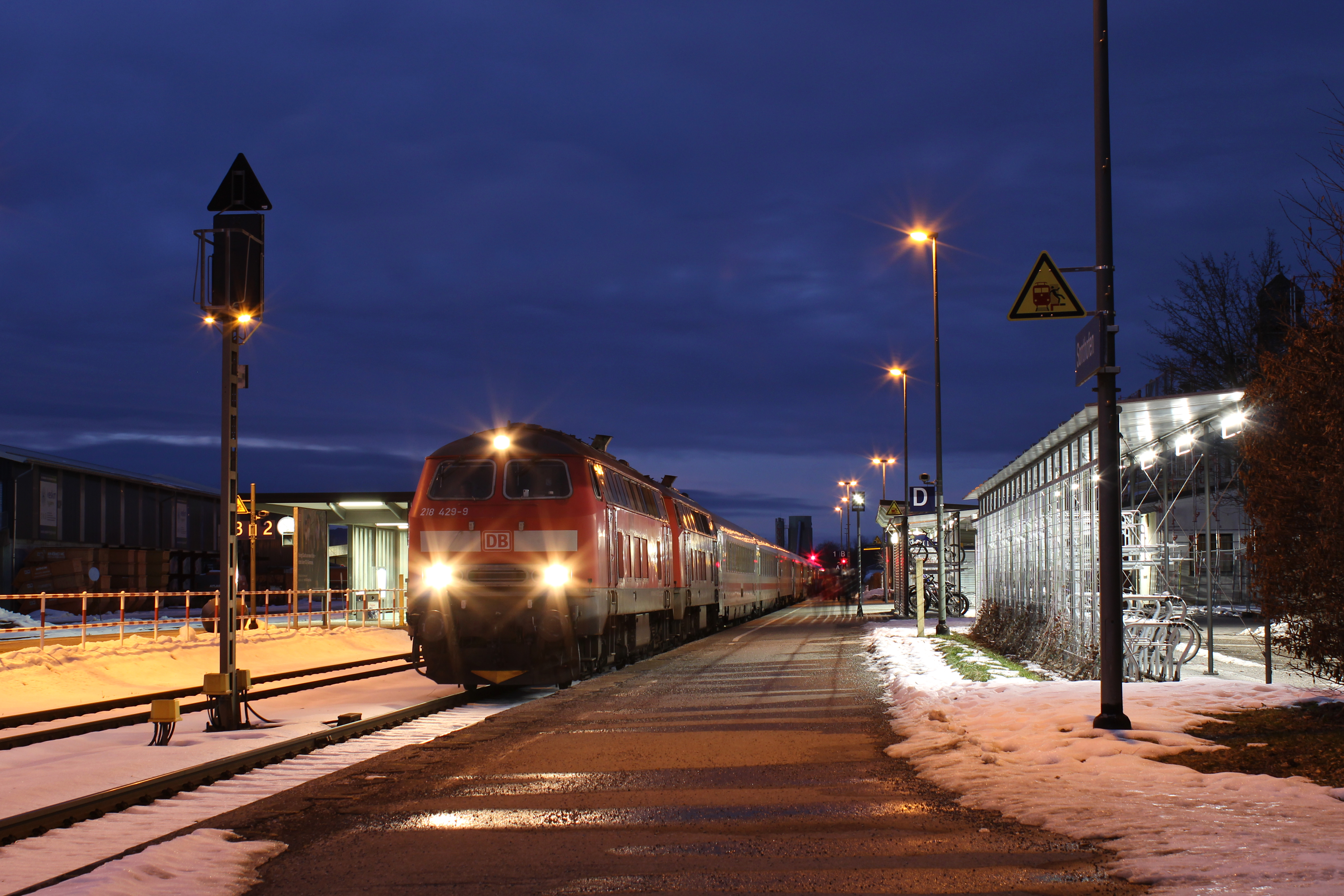
RE 2013 nach Oberstdorf im Bahnhof Sonthofen, Januar 2022
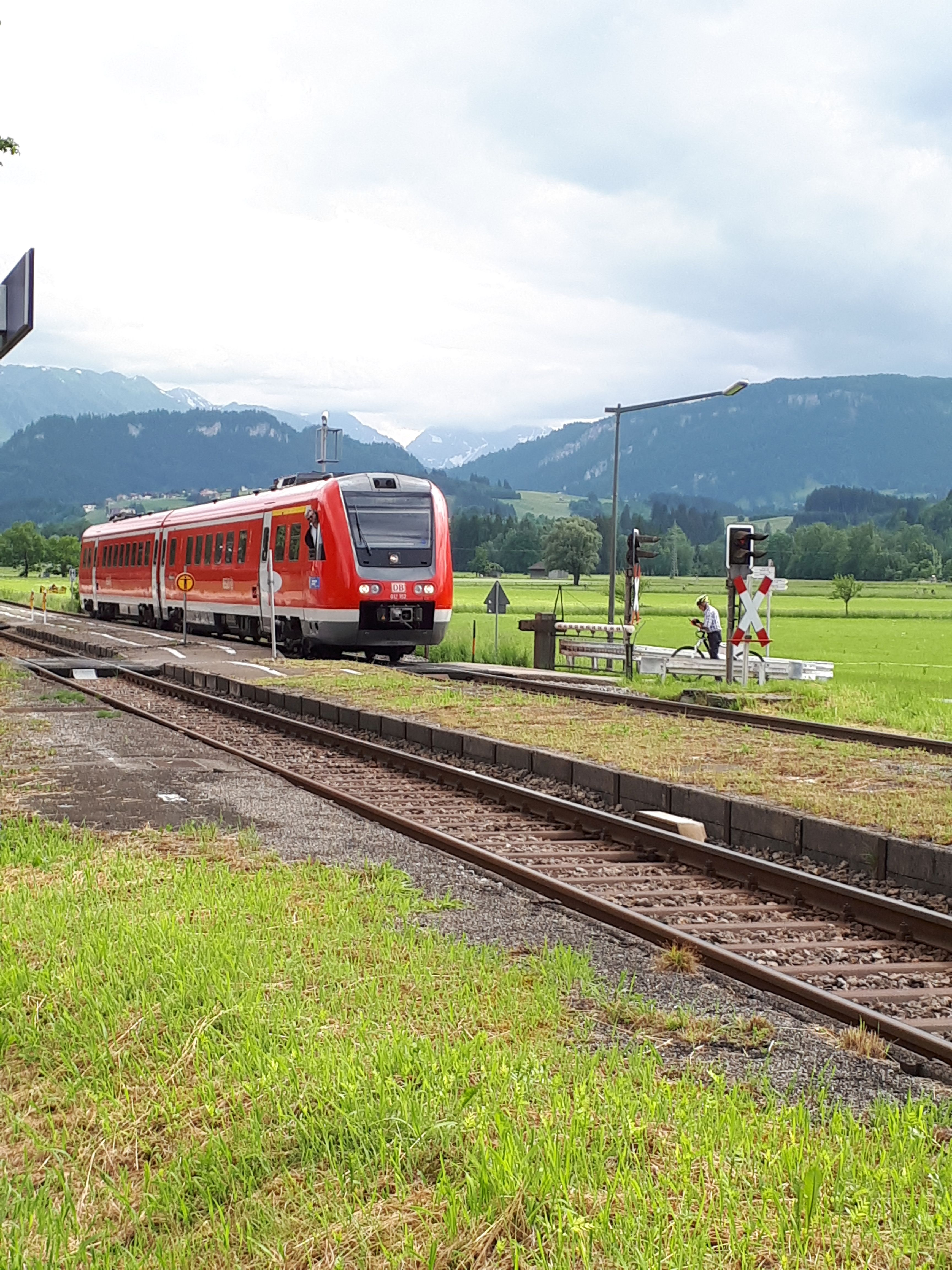
Baureihe 612 im Bahnhof Altstädten (Allgäu), 2018
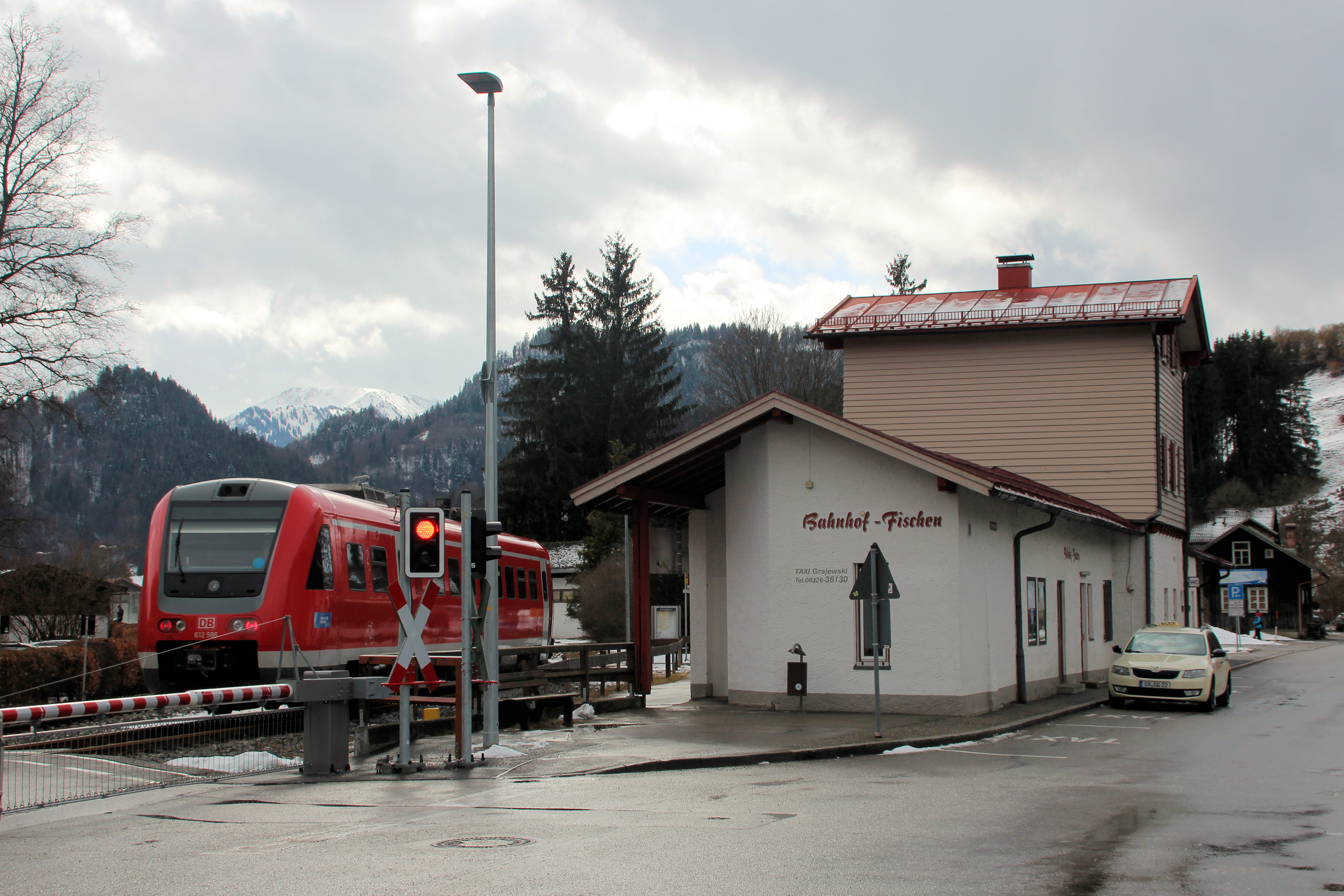
Bahnhof Fischen, 2022
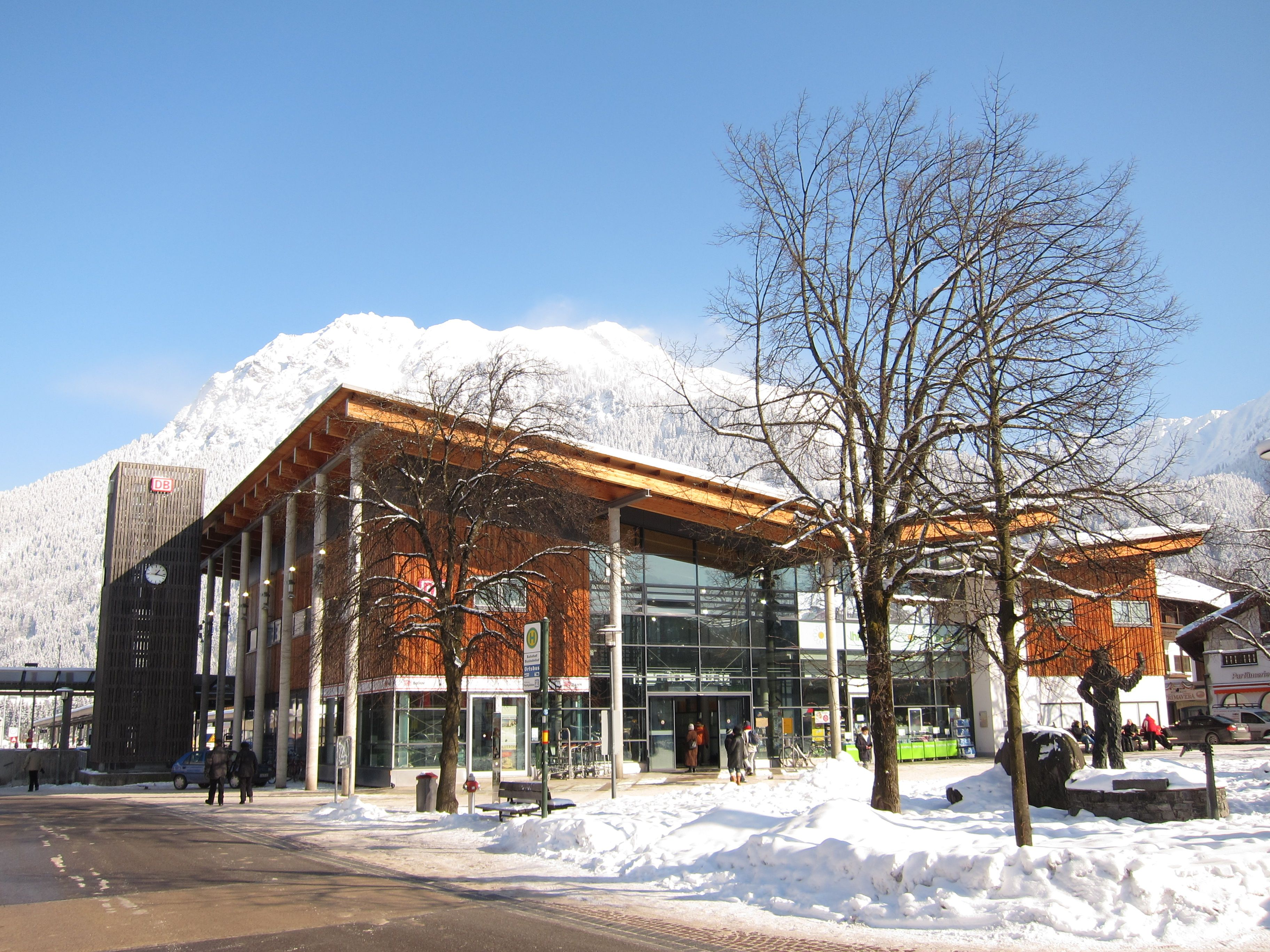
Der Endbahnhof Oberstdorf, 2012